# Isaac Jogues

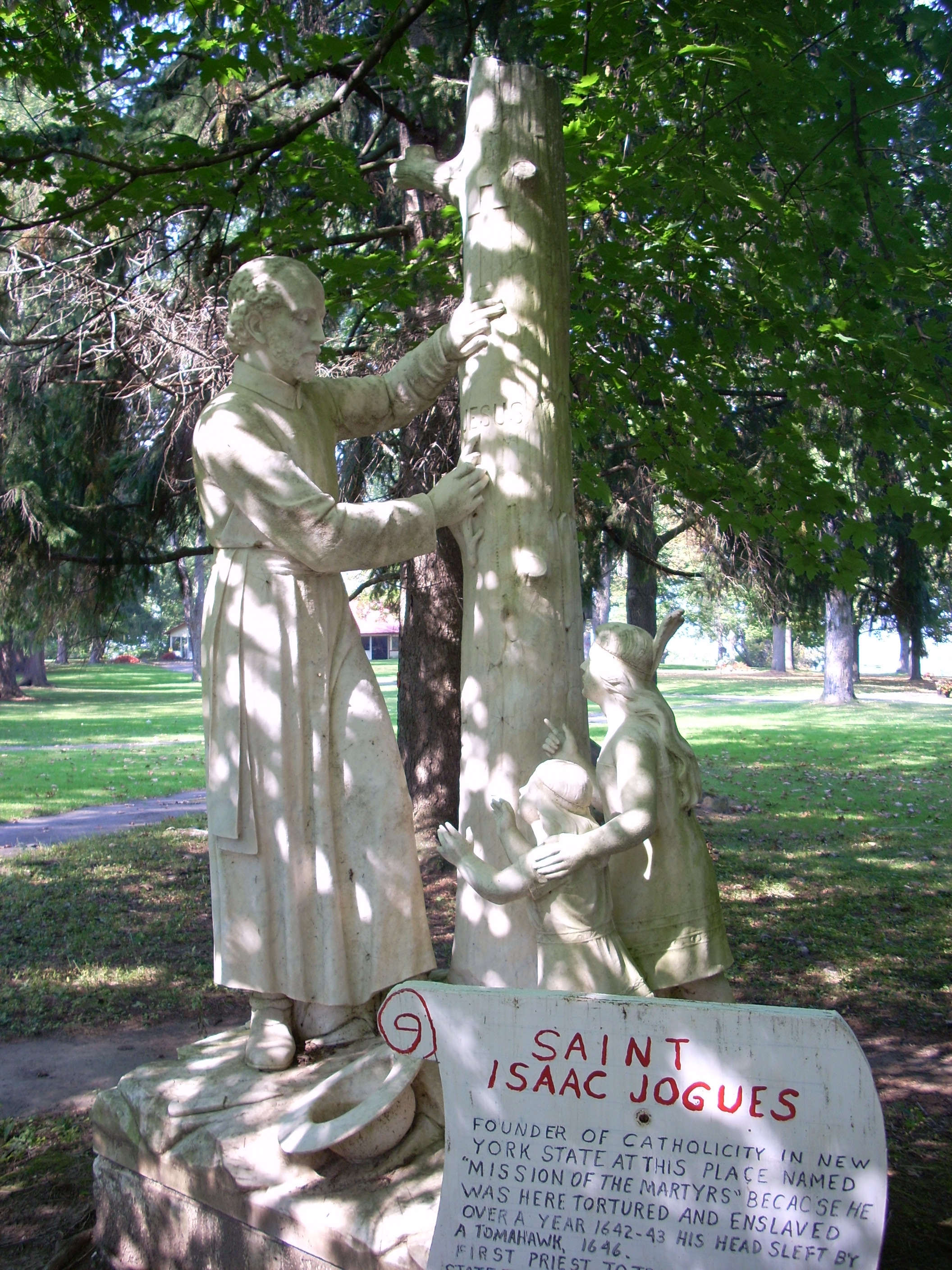
Estatua de Isaac Jogues.

Isaac Jogues, S. J. (Orleans, Francia, 10 de enero de 1607 - Auriesville, Estado de Nueva York, Estados Unidos, 18 de octubre de 1646) fue un misionero y mártir que predicó entre los iroqueses, los hurones y otros pueblos indígenas de Norteamérica. Fue el primer europeo en nombrar el Lago George, al cual llamó Lago del Santo Sacramento. En 1646, Jogues fue martirizado por los mohawk en el poblado de Ossernenon. Los jesuitas Renato Goupil y Juan de Lalande también fueron martirizados en este lugar. 
En su honor se construyó el Santuario Nacional de los Mártires Norteamericanos en Auriesville, Estado de Nueva York. Su fiesta es el 19 de octubre en el Calendario romano general y el 26 de septiembre en Canadá.

## Biografía
Sus padres fueron Laurent Jogues y Françoise de Sainte-Mesmin. Nació el 10 de enero de 1607 en Orleans, Francia, en una familia burguesa. Fue el quinto de nueve hijos. Fue educado en casa hasta la edad de diez años. A partir de entonces fue atendido en una escuela jesuita. En 1624, a la edad de 17 años, entró en el noviciado jesuita de Rouen, en el norte de Francia. Ahí, su maestro de novicios de Louis Lallemant. La comunidad jesuita tuvo un fuerte espíritu misionero, que comenzó en 1625 con su primera misión a Nueva Francia, e incluyó al misionero pionero Énemond Massé y, posteriormente, a Juan de Brébeuf. Lallement tuvo dos hermanos y un sobrino sirviendo como misioneros en la colonia de Nueva Francia. Estos jesuitas misioneros inspiraron a Jogues, que quiso seguir sus pasos.
Jogues profesó votos simples en 1626 y fue a estudiar filosofía en el Real Colegio de La Flèche. En 1629 enseñaba Humanidades a jóvenes en Rouen. En 1633, Jogues fue enviado al Colegio de Clermont, en París, para proseguir sus estudios de Teología. En 1636, fue ordenado sacerdote en Clermont.
Misioneros que regresaron de Nueva Francia contaron a Jogues lo duro que era y el martirio que podía aguardar a los misioneros en Nueva Francia. Esos relatos, sin embargo, incrementaron el deseo de "consagrarse allí a la labor de la conversión y el bienestar de los nativos". Poco después, Jogues fue ordenado y aceptó ayudar en las misiones y embarcar para Nueva Francia con otros misioneros, entre los que estaba Charles Garnier. A Jogues se le asignó ser misionero de los hurones y los algonquinos, ambos aliados del Quebec francés.
Jogues partió de Francia el 8 de abril de 1636 y ocho semanas después su barco partió de Baie des Chaleurs. Jogues llegó a Quebec el 2 de julio. Al llegar, Jogues escribió a su madre: "No sé si es entrar al Cielo, pero sé que sería difícil experimentar en este mundo una alegría más excesiva y desbordante de lo que sentí al pisar el Nuevo Mundo y celebrar mi primera misa en el Día de la Visitación".
Jogues se unió a Juan de Brébeuf, el superior de la misión jesuita, el 11 de septiembre de 1636 en su asentamiento en el Lago Hurón, el poblado de St. Joseph, creado en poblado de Ihonatiria. A su llegada, Jogues padeció fiebre. Poco después, hubo una epidemia similar entre los jesuitas y los nativos del poblado. Los hurones culparon de la epidemia a los "abrigos negros", como llamaban a los jesuitas, e intentaron matarlos a todos. Brebeuf hizo las paces con ellos y los años siguientes las relaciones mejoraron, como indica un informe: "Somos escuchados con agrado, y prácticamente no hay una aldea que no nos haya invitado a ir a ella [...] Y al final se entiende por toda nuestra conducta que no hemos veido a comprar máscaras ni a traficar, sino solo a enseñarles, y a procurar la salud de sus almas".
Durante seis años, Jogues vivió en la aldea de St. Joseph y aprendió las costumbres y el idioma de los hurones. Los misioneros "se acomodaron a las costumbres y a la comida de los salvajes" todo lo posible para mostrarle a los indios que tenían intención de llevar su mismo modo de vida. Gradualmente, los nativos empezaron a aceptar a Jogues. Sin embargo, esto no duró mucho, ya que hubo algunos indios que habían estado "entre los colonos ingleses y holandeses del sur" difundieron informes de que los misioneros trajeron "calamidades donde quiera que fueron y que por eso los habían sacado de Europa".
Jogues viajó con Garnier al territorio de los tionontati, aunque por su actitud pensaron que sería imposible hacer algún trabajo misionero con ellos. Viajaron de poblado en poblado durante un par de meses hasta que decidieron no continuar su trabajo misionero con ellos. En 1639, el nuevo superior de la misión jesuita, Jérôme Lalemant, le confió la construcción del Fuerte de Sainte-Marie among the Hurons a Jogues.
En septiembre de 1641, Jogues y Charles Raymbaut fueron al territorio de los ojibwa. El único europeo que había estado antes entre ellos fue Juan de Brébeuf. Fueron recibidos por doscientos indios. Jogues estuvo durante un tiempo como misionero residente en St. Marys.
El 3 de agosto de 1642, Jogues, Guillaume Couture, René Goupil y un grupo de cristianos hurones regreaban de la ciudad de Quebec cuando fueron atacados por un grupo de guerra de mohawk, que son parte de la Confederación Iroquesa. Al parecer, Jogues se escondió entre juncos y arbustos pero decidió dejar su escondite para unirse a los prisioneros para así reconfortarles y asegurarse de que su fe cristiana permaneciese fuerte. Poco después, y como represalia por consolar a un francés torturado, los mohawk apalearon a Jogues, le arrancaron las uñas y mordieron las puntas de sus dedos hasta que sus huesos quedaron visibles. El grupo de guerra llevó a sus cativos en un viaje a un poblado mohawk. Allí, los condujeron a través de un guantelete, que consistía en hileras de iroqueses armados con varillas y palos que golpeaban a los prisioneros que caminaban en una sola fila. Luego, los iroqueses forzaron a Jogues y a los prisioneros a subir a una plataforma elevada donde se burlaron de ellos. Posteriormente, una mujer cautiva algoquina le cortó el pulgar a Jogues. Por la noche, los prisioneros fueron atados con los brazos y pies abiertos en una cabaña. Los niños arrojaron brasas sobre sus cuerpos. Tres días después, Jogues y los prisioneros fueron llevados a otro poblado, donde los iroqueses los azotaron en guanteletes y clavaron palos en sus heridas y llagas. En otro poblado, Jogues fue colgado de un tablón de madera y casi perdió el conocimiento, hasta que un iroqués tuvo piedad de él y lo desató. Durante su cautiverio, Jogues consoló, bautizó, escuchó confesiones y absolvió a los otros prisioneros.
Tras saber de su captura, Arent Van Curler, comisario del señorío neerlandés de Rensselaerswyck, fue a intentar recatarlos, pero los mohawk no querían liberarlos. Arent Van Curler logró la promesa de que no matarían a los prisioneros. En lugar de ser ejecutado o integrado en una familia mohawk, Jogues permaneció como prisionero durante largo tiempo. Siempre malnutrido y vestido de forma inadecuada para el duro invierno, pasó sus días recogiendo leña, rezando y haciendo proselitismo entre los indios captores. Buscando consuelo en su fe, Jogues rezó tan intensamente que tuvo visiones: en una, estaba en una tienda de libros cubierta de cruces y compró un libro que le recordaba que, para entrar en el Cielo, era preciso pasar por muchas tribulaciones. Su cautiverio se prolongó durando aproximadamente un año, agravado por la desnutrición severa y la exposición al frío. Algunos incidentes notables que ocurrieron durante este período fueron cuando salvó la vida de una mujer embarazada que había caído en un arroyo profundo y de flujo rápido durante el invierno y cuando bautizó al iroqués que lo había liberado del dispositivo de tortura de madera.
En el otoño de 1643, los mohawk fueron convencidos para traer al sacerdote con ellos cuando fuesen a Beverwijck a comerciar. Una vez ahí, Van Curler ayudó a Jogues a escapar, escondiéndolo en su granero hasta que se pudiera llegar a un acuerdo y el francés subió a un barco para llevarlo río abajo. El predicador de la Iglesia Reformada Neerlandesa Johannes Megapolensis le acompañó a Nueva Ámsterdam (que posteriormente fue Nueva York). Jogues permaneció con aquel predicador mientras esperaba un barco para llevarle a Francia. Jogues fue el primer sacerdote católico que visitó Manhattan. De ahí, fue en barco a Francia.
El papa Urbano VIII consideró a Jogues un "mártir viviente" y le dio una dispensa para decir misa con su mano mutilada. En la iglesia de aquel tiempo, el Santísimo Sacramento solo podía tocarse con los dedos pulgar e índice. Jogues era incapaz de seguir esta norma tras perder dos dedos mientras estaba cautivo de los iroqueses, por lo que se le otorgó esta dispensa del papa. Jogues visitó a su madre en Orleans, pero estaba ansioso por regresar a las misiones. Jogues decidió regresar a Nueva Francia en 1644 tras solo un año en Francia. Primero fue a Quebec y luego viajó a Wendake.
En la primavera de 1646, Jogues regresó a territorio iroqués junto con Jean de Lalande para actuar como embajador francés ante los mohawk. Esta embajada era para mantener la paz lograda en 1645 entre los iroqueses, los franceses y sus aliados hurones y algoquines. Esto se hizo para asegurar un paso seguro para comerciantes y viajeros. Jogues y Lalande tuvieron dudas a su llegada, ya que algunos mohawk consideraban a los misioneros como malvados practicantes de magia extranjera. Los europeos transmitieron enfermedades europeas, como la viruela y el sarampión, que se dinfundieron entre los nativos americanos. Estas enfermedades provocaron altas tasas de mortalidad entre los mohawk, que no tenían inmunidad ante estas enfermedades. Cuando los mohawk sufrieron otro brote de enfermedades infecciosas y hubo una mala cosecha en Ossernenon culparon de estos eventos a lo que habían traído los jesuitas, que percibían como magia perjudicial. Además, como resultado de esta experiencia previa en este territorio, Jogues demostró un extraño conocimiento del territorio, que llevó a los mohawks a desconfiar.
El 18 de octubre de 1646, los mohawks mataron a Jogues con un tomahawk y mataron a Lalande al día siguiente. Tiraron los cuerpos de los misioneros al río Mohawk. Parece que los asesinatos fueron realizados por una facción antifrancesa de los mohawk sin contar con la comunidad mohawk.
Los aliados aborígenes de los franceses capturaron al asesino del padre Jogues en 1647 y lo condenaron a muerte. Mientras esperaban su ejecución, este hombre fue bautizado y renombrado con el nombre cristiano de Isaac.
El rechazo del jesuita Jogues a escapar y el modo de enfrentarse a la tortura con abnegación demuestra que, al igual que otros jesuitas de Nueva Francia, él pensaba que en el martirio se tomaba parte en el tormento que sufrió Jesús en la Cruz. Esto indicaba su aceptación de estar entre los héroes que, con su fuerza física y espiritual, habían soportado la tortura en la Iglesia primitiva. Una cita de Jogues dice: "El buen Jesús nos estaba haciendo compartir sus sufrimientos y admitiéndonos a participar en sus cruces".
Jogues fue beatificado el 21 de julio de 1925 por el papa Pío XI. Fue canonizado el 29 de junio de 1930 por el papa Pío XI junto con otros siete Mártires de Norteamérica. Su fiesta se celebra el 19 de octubre en el Calendario romano general y el 26 de septiembre en Canadá. Jogues y sus compañeros son santos patrones de Norteamérica.

## Compañeros Mártires
- Juan de Brébeuf
- Isaac Jogues
- Natalio Chabanel
- Gabriel Lalemant
- Antonio Daniel
- Renato Goupil
- Carlos Garnier
- Juan de Lalande